# Postales de Leningrado
Postales de Leningrado é um filme de drama venezuelano de 2007 dirigido e escrito por Mariana Rondón. Foi selecionado como representante da Venezuela à edição do Oscar 2008, organizada pela Academia de Artes e Ciências Cinematográficas.

## Elenco
- Laureano Olivares - Teo
- Greisy Mena - Marcela
- María Fernanda Ferro - Marta